# دادین علیا
دادین علیا، روستایی از توابع بخش جره و بالاده شهرستان کازرون در استان فارس است.

## جمعیت
این روستا در دهستان دادین قرار دارد و براساس سرشماری مرکز آمار ایران در سال ۱۳۹۵، جمعیت آن ۸۶۱ نفر (۲۵۹خانوار) بوده‌است.